# Gescom
Gescom ist ein elektronisches Musikprojekt aus England, das unter dem Label Skam Records seine Musik veröffentlicht. Die Bedeutung des Namens ist unklar. Es wird vermutet, dass Gescom die Abkürzung für Gestalt Communications, Global Enterprise Communication Systems oder Global Engineering Systems Components ist. Die Musik des Projektes greift Elemente aus elektronischer Musik, Hip-Hop und Intelligent Dance Music auf.
Gescom wurde in verschiedenen Presseberichten als Side-Projekt von Autechre genannt, ist jedoch vielmehr ein Alias, unter dem über 20 verschiedene Musiker veröffentlicht haben, darunter auch Rob Brown und Sean Booth von Autechre. Es ist im Allgemeinen nicht bekannt, welcher Musiker an welchem Track mitgewirkt hat, da nur wenige Hinweise existieren, welche auf die Produzenten, zu den einzelnen Veröffentlichungen, schließen lassen.

## Geschichte
Im Jahr 1993 erschien Autechres Debütalbum Incunabula auf Warp Records. Auf der Rückseite des Album-Covers war das Motto Gescom „Pleasure is Our Business“ sowie Darrell Fitton 4 Gescom gedruckt. In der Thanks to all Liste des Albums fanden sich eine Reihe späterer Gescom-Musiker.
1994 erschien als erste eigenständige Veröffentlichung die selbstbetitelte EP Gescom auf dem Plattenlabel Skam Records. Auf dem Cover waren als „conspirators“ Sean Booth und Rob Brown von Autechre sowie Darrell Fitton (alias Bola), Rob Hall (Skam Records) und Daniel 72 (ein Musiker und Designer aus der Nähe von Manchester) aufgeführt. Im gleichen Jahr folgte die Motor EP auf dem von Move D gegründeten Heidelberger Label Source Records.
Die EP Gescom 2 erschien 1995 ebenfalls auf Skam und führte als „conspirators“ Sean Booth und Rob Brown sowie Andy Maddocks auf. Es folgte die EP The Sounds of Machines Our Parents Used, die auf dem britischen Label Clear erschien.
Im gleichen Jahr erschien die EP Key Nell, die Linernotes enthielten den Text „Conceived & secreted by Gescom.“. 1996 erschien auf Warp Records die Keynell, welche Autechre-Remixe der Original-EP enthielt. Die Linernotes enthielten lediglich einen Hinweis auf die Neubearbeitung durch Autechre: „Conceived & secreted by Gescom. Additional nurturing & care from Autechre.“
1998 folgten die EPs This mit Remixen von „Ae“ (Autechre) und Velocity Kendall sowie That mit Remixen von Tara, Pharoid with Time Chamber, Gescom und DC Duo's.
Ebenfalls 1998 war mit Minidisc die weltweit erste MiniDisc-only-Veröffentlichung erschienen. Das Album enthielt 45 Tracks, die in 88 einzelne Fragmente getrennt waren. Die Stücke konnten in beliebiger Reihenfolge gespielt und beliebig oft wiederholt werden konnten. Für die Lieder auf diesem Album wurden DSP-Techniken verwendet. Die Stücke basieren weitestgehend auf Drones und Ambient-Sound, griffen jedoch auch Elemente aus dem Noise-Genre auf.

## Diskographie

### Alben
- 1998: Minidisc (OR)
- 2007: A1-D1 (Skam)

### Singles und EPs
- 1994: Gescom (Skam)
- 1994: Motor (Source Records)
- 1995: C & D (Skam)
- 1995: Gescom 2 (Skam)
- 1995: The Sounds of Machines Our Parents Used (Clear)
- 1995: Key Nell (Skam)
- 1996: Key Nell (Ae Remixes von Autechre, 	Warp Records)
- 1998: This (Skam)
- 1998: That (Skam)
- 2003: ISS:SA (Skam)
- 2007: A1-B1 (Skam)
- 2007: C1-D1 (Skam)
- 2011: Skull Snap EP (Skullsnap)